# Automotive Industry Action Group
L'AIAG (Automotive Industry Action Group) è un'organizzazione no-profit fondata nel 1982 da alcuni leader del settore automobilistico nord americano quali Chrysler, Ford e General Motors. Negli anni l'adesione è cresciuta includendo aziende come FCA, Honda, Toyota e Volkswagen.
L'associazione pubblica gli standard del settore automobilistico, come i PPAP, e offre conferenze educative e corsi di formazione ai suoi membri. Gli sforzi dell'AIAG si concentrano sul miglioramento della qualità della produzione dei fornitori di componenti del settore a tutti i livelli.